# キリスト昇架 (レンブラント)
 
『キリスト昇架』（キリストしょうか、独: Die Kreuzaufrichtung、英: Raising of the Cross）は、17世紀オランダ黄金時代の巨匠レンブラント・ファン・レインが1633年にキャンバス上に油彩で制作した絵画である。1633年、オラニエ公フレデリック・ヘンドリックにより委嘱されたイエス・キリストの「受難」連作の一部である。対を成す『キリスト降架』(アルテ・ピナコテーク) とともに、制作時期から今日にいたるまで来歴が完全にたどれるわずかな作品のうちの1点である。プファルツ選帝侯ヨハン・ヴィルヘルム宮中伯のデュッセルドルフ絵画館に所蔵されていたものであるが、1806年以来、ミュンヘンのアルテ・ピナコテークに所蔵されている。

## 制作の経緯
レンブラントは、1632年頃、ライデンからアムステルダムに移ったが、アムステルダムで最初に手掛けた歴史画はオラニエ公フレデリック・ヘンドリックのための連作であった。レンブラントを賞賛したコンスタンティン・ハイヘンスに宛てたレンブラントの手紙 (1636年) によれば、1632年にフレデリック・ヘンドリックからレンブラントに委嘱された『キリストの埋葬』、『キリストの復活』、『キリストの昇天』 (すべてアルテ・ピナコテーク蔵) と合わせて、本作『キリスト昇架』と『キリスト降架』が「キリストの受難」連作にまとめられた。
とはいえ、連作は、福音書に記述されているような順番に制作されたのではない。本作『キリスト降架』は1633年に仕上げられているが、連作の最後の作品『東方三博士の礼拝』は1646年になるまで制作されなかった。つまり、『キリストの昇架』と『キリスト降架』は元来、フレデリック・ヘンドリック総督からの注文品ではなく、レンブラント自身の発意によるものと考えられる。

## 作品
絵画は、1915年、研究者ホフステーデ・デ・フロートにより以下のように記述されている。
130番。十字架建立。中央前景に、キリストが結び付けられている十字架が4人の執行人により右側から建てられている。そのうちの左側の男は、胸当てと兜を着けている。中央の男は、明るい青色の外套を着て、画家の顔立ちをして、お馴染みの青い帽子を被っている。右側の影の中にいる他の2人の男は、後ろから十字架を支えている。男たちの背後には、灰色の馬に乗った古代ローマのケントゥリオ (百人隊長) がいる。彼は明るい色のターバン、サッシュの付いた金色のブロケードの外套、濃い紫色のマントからなる東方風の装束をしている。彼は槌鉾 (つちほこ) を掴んで、腰に右手を伸ばしている。左側の半分影になっているところには、4人のパリサイ人がいる。奥の右側には、兵士が2人の盗人を連れてきている。夜景。左側からキリストの身体に光が遮られることなく注いでいる。 キリストは、あたかも苦痛の最中にいるかのように上方に視線を投げかけている。小さな、全身像。対となる『キリスト降架』(134番) と同時期の1633年の制作。
キャンバス、上辺が丸くなっている。縦38インチ、横28と2分の1インチ。

カルル・エルンスト・ヘス により版画化。

絵画のためのチョーク素描がウィーンのアルベルティーナにある。

ミュンヘン、アルテ・ピナコテークの1911年の目録番号327。
ホフステーデ・デ・フロートより以前に、ジョン・スミス(美術史家) は、1836年に以下のように記述している。
91番。十字架建立。この絵画の構図は、腰布を纏っている以外全裸で高い十字架に付けられている救世主を表している。数人の男がその十字架を立てようと懸命になっている。部分的に鎧を身に着けている1人は、前方から十字架を引っ張っている。2人目は背後から助けており、3人目はその横にいる。作業は、馬上にいて、棍棒を持っているアジア風装束の役人により指示されている。数人の人物が十字架の周りでこの出来事を見ており、 少し離れたところでは苦難を待つ2人の盗人が見える。空は暗い雲で覆われ、深く厳粛な陰鬱さが場面に投げかけらている。ヘスにより版画化。

縦2フィート10インチ、横2フィート1インチ (アーチ型)。
 現在、ミュンヘンの公立美術館蔵。